# قرار مجلس الأمن التابع للأمم المتحدة رقم 1978
قرار مجلس الأمن التابع للأمم المتحدة رقم 1978، الذي اتخذ بالإجماع في 27 أبريل 2011، بعد أن ذكر بجميع القرارات السابقة بشأن الوضع في السودان، مدد المجلس ولاية بعثة الأمم المتحدة في السودان حتى 9 يوليو 2011 وأعلن عن نيته لإنشاء مهمة لاحقة.

## أعمال
تم تمديد ولاية بعثة الأمم المتحدة في السودان، على النحو المنصوص عليه في القرار 1590 (2005)، حتى 9 يوليو 2011 (يوم استقلال جنوب السودان). أعلن المجلس عزمه على إنشاء بعثة جديدة وطلب من الأمين العام بان كي مون التشاور مع أطراف اتفاقية السلام الشامل حول هذه المسألة وتقديم تقرير بحلول 16 مايو 2011.
وأخيراً، طُلب من بعثة الأمم المتحدة في السودان الاستعداد لإنشاء بعثة المتابعة.